# Nils Heribert Nilsson
Nils Heribert Nilsson, född 26 maj 1883 i Skivarp, död 3 augusti 1955, var en svensk botaniker och genetiker. Han skrev 1912–1927 sitt namn Nils Heribert-Nilsson. Som författare har han också skrivit sitt namn Heribert Nilsson, bland annat i Synthetische Artbildung från 1953. 

## Bakgrund och familj
Nils Heribert Nilsson var son till Nils Nilsson, åbo i Almaröd, Skivarp, och Sissa Nilsson, ogift Nilsdotter. Han var från 1912 till sin död gift med Hulda Heribert-Nilsson (1891–1982), född Rabe, som under andra världskriget var sekreterare i Kvinnoföreningarnas beredskapskommitté. De fick dottern Ingar (1913–2004), gymnastikdirektör, gift med ingenjör Åke Nilsson, och sonen Nils Göran Heribert-Nilsson (1919–1998).
Nils Heribert Nilsson antog släktnamnet Heribert-Nilsson, ett namn som såväl han som hustru och son bar till sin död, trots att han själv slutade använda namnet med bindestreck.

## Karriär
Efter akademiska studier blev Nils Herbert Nilsson filosofie kandidat 1910 och filosofie licentiat 1914. Han disputerade 1915 – under namnet Heribert-Nilsson – vid Lunds universitet, och blev samma år docent i botanik vid Lunds universitet. 1920 blev han docent i ärftlighetslära och artbildningsteori, samt erhöll 1926 professors titel. Nils Heribert Nilsson var 1912–1928 ledare för förädlingsarbetena med råg, havre och potatis vid Weibullsholms växtförädlingsanstalt och från 1928 professor i botanik vid Lantbruks- och mejeriinstitutet på Alnarp. 1932 utnämndes han till professor i systematisk botanik och ärftlighetslära vid Lantbrukshögskolan i Ultuna. Åren 1934–1948 var han professor i botanik, särskilt systematik, morfologi och växtgeografi, vid Lunds universitet. Utnämningen till professor i Lund föregicks av en segdragen strid mellan Nilsson och framförallt Göte Turesson om vem som var mest kvalificerad för tjänsten. Nilsson bedömdes slutligen ha bäst meriter och tillträdde tjänsten som professor i Lund, varefter Turesson fick överta Nilssons tidigare professur vid Lantbrukshögkolan.
Nilsson ägnade sig åt växtförädling, och hans viktigaste forskningsinsatser gällde videsläktet (Salix) och dess taxonomi, som är mycket svåröverskådlig på grund av omfattande hybridbildning. Han utförde bland annat korsningsstudier mellan Salix viminalis och Salix caprea.
Nilsson genomförde omfattande experiment i syfte att studera artbildningen hos Salix. Hans forskning övertygade honom om att artbildning sker genom hybridisering och inte genom mutationer; en teori som tidigare lanserats av den nederländske botanikern och genetikern Johannes Paulus Lotsy. Nilsson förkastade således den så kallade moderna evolutionära syntesen. Botanikern Einar Du Rietz stod nära Nilssons och Lotsys uppfattningar om hur artbildning sker.
Nils Heribert Nilsson tilldelades det Westrupska priset 1923. Han blev ledamot av Kungliga Lantbruksakademien 1924, av   Kungliga Fysiografiska Sällskapet i Lund 1925 och av Kungliga Vetenskapsakademien 1943. Han var preses för Fysiografiska Sällskapet 1937-1938. Han deltog i grundandet av Mendelska sällskapet, var ledamot i sällskapets första styrelse och bidrog med ett stort antal artiklar till sällskapets vetenskapliga tidskrift Hereditas.
Auktorsnamnet N.H.Nilsson kan användas för Nils Heribert Nilsson i samband med ett vetenskapligt namn inom botaniken; se Wikipediaartiklar som länkar till auktorsnamnet.

## Emikation - Nilssons alternativ till utvecklingsläran
Nilssons sista större arbete, Synthetische Artbildung, är ett verk i två delar på tillsammans mer än 1 300 sidor. Det framställer ett alternativ till evolutionsteorins förklaring av hur växt- och djurarter kommit till. Enligt Nilsson förekommer inte någon utveckling i nutiden och har troligen inte heller förekommit i tidigare skeden. Nilsson menade att paleontologins lagerföljder var resultat av stora katastrofer, där material från tropiska och tempererade områden blandats. Som drivkraft tänkte han sig att månen vid några tillfällen hade kommit mycket närmare jorden än idag och förorsakat tidvattenvågor som jättelika tsunamis.
Resultatet skulle vara att nästan allt liv på jorden utsläcktes, medan de substanser som ingick i arvsmassan rekombinerades så att en helt ny fauna och flora bildades. Denna rekombination och tillblivelse av nya arter skulle ha skett närmast momentant, eller inom en halvtimme. Detta kallades av Nilsson för emikation, något som plötsligt springer fram. 
Nilssons hypoteser på detta område blev inte accepterade av hans samtid och är det ännu mindre idag. De nämns emellertid i amerikansk kreationistisk litteratur som exempel på att det har funnits framstående vetenskapsmän i relativt modern tid som avvisat utvecklingsläran. Det bör betonas att Nilsson inte var kreationist, och att hans hypoteser inte ger stöd åt kreationismen, d.v.s. skapelsen av alla arter vid ett tillfälle genom gudomligt ingripande.